# Elisabetta Gregoraci
Elisabetta Gregoraci (Soverato, 8 de febrero de 1980) es una showgirl, presentadora de televisión y exmodelo italiana.

## Biografía
Sus primeros pasos en el mundo del espectáculo se remontan a 1997 cuando, tras ser elegida Miss Calabria en el concurso de belleza Miss Italia, participó en la final nacional en Salsomaggiore Terme, donde obtuvo el título de Miss Smile llegando en el puesto 24: Posteriormente tuvo una carrera como modelos desfilando, entre otros, para Dolce & Gabbana, Giorgio Armani, Ermanno Scervino, Egon von Fürstenberg. En 1999 debutó como actriz en Il cielo in una stanza de Carlo Vanzina, mientras que en 2000 hizo una breve aparición para Carlo Verdone en C'era un cinese in coma. En 2002 participó en el programa de televisión Veline, compitiendo con otras chicas para conseguir el papel en el programa Striscia la notizia. El 28 de marzo de 2003, Gregoraci participó en el programa de variedades de Canale 5 Ciao Darwin.
Desde diciembre de 2003 es el testimonio de la Región de Calabria en el ámbito del "proyecto piloto" denominado CRPTC Centro Regionale per la Promozione Turistica e Culturale. Trabaja como modelo y extra en varias películas y ficciones estrenadas en Rai 1 (Le ragazze di piazza di Spagna y Un medico in famiglia de Riccardo Donna) y en la sitcom de Canale 5 Il mammo, para luego protagonizar la programa Euro 2000 emitido en Italia 7. En 2004 fue elegida como testimonial nacional e internacional de la marca de ropa interior Wonderbra. En el mismo año trabajó para Rai 2 primero como corresponsal entre la audiencia del programa BravoGrazie, luego como bailarina en pareja con Ilaria Spada di Libero conducido por Teo Mammucari y luego como copresentadora de Starflash, programa conducido por Jerry Calà con Elenoire Casalegno. Más tarde dirige Destinazione Sanremo con Pippo Baudo y Claudio Cecchetto en Rai 2.
A principios de 2005 participó en el reality show de Rai 1 Ritorno al presente. En el verano de 2005 fue el valle del quiz Il malloppo, conducido por Pupo en Rai 1 en la franja vespertina y el 5 de septiembre presentó, junto a Loredana Miele y Franco Di Mare, el especial de Rai 1 dedicado a la final de Sognando Hollywood, un concurso para nuevos talentos. Entre 2005 y 2006 condujo numerosos capítulos de la sección Sipario del TG4 en Rete 4, convocada por el director de la cabecera Emilio Fede, quien también le encomendó la gestión de las previsiones meteorológicas en la edición de las 19 horas de TG4 en el mismo periodo. En otoño de 2005, junto con otras 12 coristas, posó para el calendario Woman for Planet 2006 vendido como adjunto a la revista de estilo de vida GOO! en los quioscos italianos. Parte de la recaudación del calendario fue donada a la asociación ecologista forPlanet presidida por la presentadora Tessa Gelisio para la protección de los bosques bolivianos. En diciembre de 2006 posa para la edición española de Playboy, apareciendo en portada y cosechando un éxito considerable.
En septiembre de 2006 fue convocada por Paola Perego en el grupo de presentadores de Buona Domenica en Canale 5 para la edición 2006-2007. En el marco del programa Gregoraci participa en varias coreografías y, junto a la corista Sara Varone, en la dirección de La rosa noticia y ambos están confirmados en el elenco también para la edición 2007-2008. Desde el 10 de agosto de 2009, durante cuatro semanas en horario de máxima audiencia, presenta Celebrity Bisturi! en Italia 1, un reality show dedicado a la cirugía estética en el que Brigitte Nielsen es la protagonista. En 2009 fue nombrada "Mujer del año" por la edición española de GQ.
En 2010 protagonizó junto a Massimo Boldi la ficción de Mediaset Fratelli Benvenuti en el papel de Chiara. La ficción, dirigida por Paolo Costella, se emitió por primera vez en primavera en Canale 5 y en verano en Rete 4. En otoño de 2011 estuvo entre los concursantes vip de la primera edición del talent show Baila! dirigida por Barbara D'Urso en Canale 5, que ganó junto a Costantino Vitagliano. Desde el 14 de noviembre de 2012 presenta la primera edición del programa de variedades de comedia Made in Sud durante 12 episodios semanales en el late night de Rai 2, obteniendo un buen éxito de audiencia, crítica y público. Luego de haber participado junto a Elena Santarelli como concursante-invitada en el primer episodio del 22 de febrero de 2013 del programa concurso de Rai 1 Red or Black? - Tutto o niente, Gregoraci presenta, en Rai 2 al final de la noche, la segunda edición de Made in Sud para 13 episodios semanales, más dos especiales en horario de máxima audiencia en junio, a partir del 28 de febrero de 2013. El programa también se reconfirma para las siguientes temporadas (2012-2013, 2013-2014, 2014-2015 y 2015-2016) siendo emitido, siempre en Rai 2, pero esta vez en prime time (sobre el modelo del programa rival de Italia 1). En octubre de 2014 escribió y publicó el libro de cuentos infantiles Mamma Elizabetta racconta. En 2015 protagonizó el videoclip de la canción de Umberto Tozzi Sei tu l'immenso amore mio, filmado en Venecia.
En octubre de 2015 participó junto con Lorella Cuccarini, Enzo Iacchetti y Mago Forest en la primera edición del programa de variedades en horario estelar Stasera tutto è possibile, presentado por Amadeus en Rai 2. En 2016, junto con Fátima Trotta y el dúo cómico Gigi e Ross, presentó la séptima edición de Made in Sud emitida en horario de máxima audiencia en Rai 2 del 23 de febrero al 10 de mayo. Es actriz en la película My Father Jack, que se estrenó en los cines italianos en mayo de 2016. En octubre de 2016 participó en la segunda edición del programa de variedades en horario estelar Stasera tutto è possibile, nuevamente presentado por Amadeus en Rai 2. También en 2016 fue elegida por la Liga Italiana de Lucha contra los Tumores como testimonio. Protagoniza la película Mata Hari, dirigida por Rossana Siclari y protagonizada por John Savage, que se presentó en la 73.er Festival Internacional de Cine de Venecia en 2016 y se distribuyó por toda Italia en octubre del mismo año. La película también se estrenó en el 12º Los Angeles Italia Film Festival en febrero de 2017. También en 2017 presentó, junto a Gigi D'Alessio y Fatima Trotta, la octava edición de Made in Sud emitida en prime time por la Rai 2 del 14 de marzo al 30 de mayo. En el verano del mismo año, junto con Alan Palmieri, conduce el programa musical Radionorba Battiti Live emitido en horario estelar por Italia 1. En septiembre de ese año se estrenó en los cines italianos la película Mandarini napoletani, que protagonizó.
En el verano de 2018 vuelve a ser presentadora, junto a Alan Palmieri, de la variedad musical Battiti Live retransmitida en prime time por Italia 1, que también presentará en sucesivas ediciones. En septiembre de 2018 protagonizó la película Ammen, dirigida por Ciro Villano. En octubre de 2018 participa en la película Aspromonte - La terra degli ultimi de Mimmo Calopresti, junto a Sergio Rubini, Marcello Fonte y Valeria Bruni Tedeschi. En 2019 volvió a Rai 2 como invitada habitual de la 13.ª edición de Made in Sud, anteriormente conducida por ella de 2012 a 2017 y esta vez con la dirección de Stefano De Martino y Fatima Trotta. En 2020 participa como concursante en la quinta edición de Grande Fratello VIP, saliendo de casa después de tres meses.

## Vida personal
En el verano de 2006 saltó al centro del cotilleo internacional por su relación con el empresario Flavio Briatore, por entonces director general de la escudería Renault de Fórmula 1, tras un encuentro que tuvo lugar en noviembre de 2005. Briatore y Gregoraci se casaron el 14 de junio de 2008 y en 2010 nació Nathan Falco Briatore. El 23 de diciembre de 2017, los dos firmaron la separación consensual.

## Procedimientos judiciales
En el verano de 2006 salta al centro de las noticias porque está presente en interceptaciones telefónicas relativas a la investigación de Vallettopoli, realizada por el fiscal Henry John Woodcock de Potenza debido a interceptaciones telefónicas que lo sitúan en una ronda de recomendaciones sobre el estado televisión a cambio de favores sexuales y fue retirado de Rai en agosto de 2006. De una interceptación de Salvatore Sottile, ex portavoz de Gianfranco Fini y su conductor el 9 de marzo de 2005, publicada en el periódico Corriere della Sera después del verano de 2006, se desprende que el conductor fue enviado varias veces por Salvatore Sottile a recoger el Gregoraci. a casa en el coche de servicio para llevarla a la Farnesina. Tanto Sottile como Gregoraci, durante el interrogatorio realizado por PM Woodcock, cambiaron su versión varias veces. Las acusaciones contra Sottile y Sangiovanni fueron desestimadas definitivamente en febrero de 2007.
En 2010 fue investigada, junto a su marido Flavio Briatore y junto a nombres como Stefania Sandrelli, el estilista Valentino y muchos otros rostros de la jet set por la Fiscalía de Roma por unos presuntos delitos fiscales. El procedimiento fue entonces archivado en julio de 2012 con un decreto firmado por la GIP Antonella Capri del Tribunal Ordinario de Roma.

## Filmografía

### Actriz

#### Cine
- Il cielo in una stanza, dirigida por Carlo Vanzina (1999)
- C'era un cinese in coma, dirigida por Carlo Verdone (2000)
- Si sente che sono calabrese? - Le avventure di Franco al nord!, dirigida por Franco D'Olisera (2004)
- My Father Jack, dirigida por Tonino Zangardi (2016)
- Mata Hari, dirigida por Rossana Patrizia Siclari (2016)
- Made in China napoletano, dirigida por Simone Schettino (2017)
- Ammen, dirigida por Ciro Villano (2018)
- Aspromonte - La terra degli ultimi, dirigida por Mimmo Calopresti (2019)

#### Televisión
- Le ragazze di piazza di Spagna 3 – serie de televisión (2000)
- Un medico in famiglia – serie de televisión (2003)
- Il mamo – serie de televisión (2004)
- Fratelli Benvenuti – serie de televisión (2010)

#### Videoclips
- Sei tu l'immenso amore mio de Umberto Tozzi (2015)
- Imagina de Angelo Schettino (2016)
- Per sempre de Angelo Schettino (2017)

## Programas de televisión
- Miss Italia 1997 ( Rai 1, 1997) concursante
- Euro 2000 (Italia 7, 2000)
- Veline (Canale 5, 2002) concursante
- Destinazione Sanremo (Rai 2, 2002)
- Libero (Rai 2, 2004)
- Starflash (Rai 2, 2004)
- BravoGrazie (Rai 2, 2004) enviada
- Ritorno al presente (Rai 1, 2005) concursante
- Il malloppo (Rai 1, 2005)
- Affari tuoi speciale (Rai 1, 2005)
- Sognando Hollywood (Rai 1, 2005)
- Sipario del TG4 (Rete 4, 2005-2006)
- Buona Domenica (Canale 5, 2006-2008)
- Celebrity Bisturi! (Italia 1, 2009)
- L'estate sta finendo (Rai 1, 2010)
- Baila! (Canale 5, 2011) concursante
- Made in Sud (Rai 2, 2012-2019)
- Milano-Roma - In viaggio con i Gialappa's (Rai 2, 2016)
- Battiti Live (Radionorba TV, Telenorba, Italia 1, 2017-presente)
- Grande Fratello VIP 5 (Canale 5, 2020) concursante
- Zecchino d'Oro (Rai 1, 2021) jurada
- Nudi per la vita (Rai 2, 2022) concursante

## Obras
- Mamma Elisabetta racconta...: favole, ricordi e piccole ricette d'amore. Reggio Emilia: Imprimatur. 2014. ISBN 978-88-6830-209-2.